# Hirtuleu
Hirtuleu (en llatí Hirtuleius) va ser un magistrat romà del segle i aC.
Era qüestor l'any 86 aC i va ser l'autor d'una esmena de la llei Valeria de arae alieno proposada per Luci Valeri Flac, cònsol aquell mateix any. Flac volia anul·lar els deutes i fixar la quantitat a tornar als creditors, quantitat que va ser augmentada per Hirtuleu (triplicada), cosa que feia que la llei quedés desvirtuada.
És possible que fos després el Luci Hirtuleu, qüestor i legat de Sertori a Hispània que l'any 79 aC, durant la Guerra de Sertori, va derrotar Luci Domici Aenobarb a la vora del riu Anas i Teri, legat de Quint Cecili Metel Pius i Luci Manili, pretor de Narbona, a la vora de Lleida (Ilerda). Aquest Hirtuleu va ser derrotat i mort l'any 78 aC prop d'Itàlica per Metel. Els autors antics fan constar expressament que era molt apreciat per Sertori.